# 前畑秀子
前畑秀子（日语：／ Maehata Hideko，1914年5月20日—1995年2月24日），日本游泳選手，出身於和歌山縣伊都郡橋本町（現在為橋本市），她於1936年夏季奧林匹克運動會中奪得200米蛙泳金牌。前畑秀子也是日本奧運史上第一位奪得金牌的女性運動員。結婚後姓氏改為兵藤（ひょうどう）、成為「兵藤秀子」。

## 生平

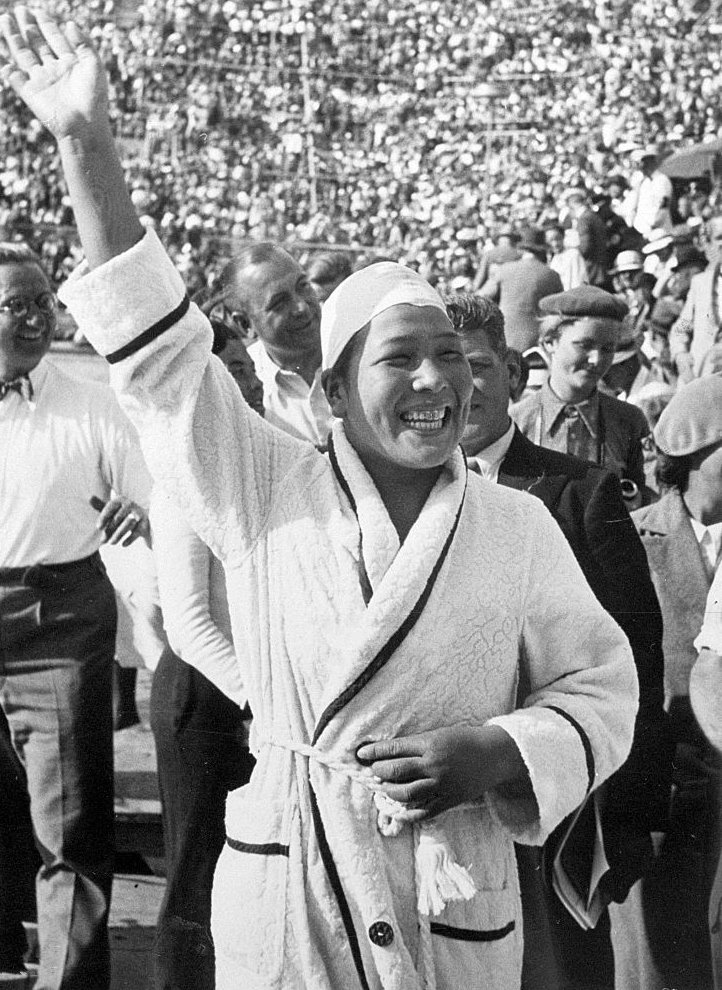
前畑秀子參加1936年夏季奧林匹克運動會

1914年（大正3年），前畑秀子出生於和歌山縣伊都郡橋本町（現在為橋本市），家中經營豆腐店，曾在紀之川游泳。前畑秀子在尋常小学校5年級就創造女子50米蛙泳新記録、高等小学校2年級獲得泛太平洋女子運動會100米蛙泳優勝、200米蛙泳準優勝。因為前畑秀子具有游泳天分，之後在椙山正弌推薦下進入名古屋椙山女学校（現在的椙山女学園）就讀。椙山正弌在学園内建造新游泳池來支援前畑秀子 。1931年（昭和6年）1月，前畑秀子的母親因腦溢血而去世，同年6月時父親也因腦溢血去世。
1932年（昭和7年），前畑秀子在夏季奧林匹克運動會奪得200米蛙泳銀牌，以0.1秒差距敗給澳洲選手克萊爾·丹尼斯（Clare Dennis）。1932年夏季奧林匹克運動會結束後，前畑秀子一度考慮退休，但在東京市長永田秀次郎說服下決定繼續選手生涯。1933年（昭和8年）9月30日，前畑秀子創下200米蛙泳新的世界記録。
1936年（昭和11年），前畑秀子在夏季奧林匹克運動會擊敗德國選手Martha Genenger，奪得200米蛙泳金牌，成為日本史上首位獲得夏季奧林匹克運動會金牌的女子選手。
NHK廣播員河西三省實況轉播該次賽事，引發日本收聽熱潮，也錄製成黑膠唱片。
1937年（昭和12年），前畑秀子與名古屋医科大学（現在為名古屋大学医学部）兵藤正彦結婚。前畑秀子在引退後，成為椙山女学園職員。
1964年（昭和39年）11月，前畑秀子獲得紫綬褒章。
1977年（昭和52年），前畑秀子在柏林與Martha Genenger再會，二人一起游泳50米。
1983年（昭和58年），前畑秀子因腦溢血倒下，之後復健成功。
1990年（平成2年），前畑秀子成為日本女子體育界首位獲得文化功勞者。
1995年（平成7年）2月24日，前畑秀子因急性肾功能衰竭去世。

## TV番組
- ドラマ「前畑がんばれ」（1991年10月10日、NHK）
- 『その時歴史が動いた』「前畑ガンバレ!! 〜ベルリンオリンピックの光と影〜」（ 2000年9月6日、NHK）

## 著作
- 『前畑ガンバレ』兵藤秀子著（1981年、金の星社）
- 『前畑は二度がんばりました』兵藤秀子著（1985年、ごま書房）

## 相關作品
- ホーム社　『その時歴史が動いた　感動スポーツ編』　所収
  - 烏山英司作画「前畑がんばれ—ベルリンオリンピックの光と影」

## 外部連結
- 実感放送　そして、前畑ガンバレ！ - マンガで読むNHKヒストリー （页面存档备份，存于）